# Nazionale femminile di hockey su prato della Cina
La nazionale di hockey su prato femminile della Cina (中国国家女子曲棍球队) è la squadra femminile di hockey su prato rappresentativa della Cina ed è posta sotto la giurisdizione della Chinese Field Hockey Association.

## Partecipazioni

### Mondiali
- 1974 – non partecipa
- 1976 – non partecipa
- 1978 – non partecipa
- 1981 – non partecipa
- 1983 – non partecipa
- 1986 – non partecipa
- 1990 – 6º posto
- 1994 – 7º posto
- 1998 – 11º posto
- 2002 – 3º posto
- 2006 – 10º posto
- 2010 – 8º posto
- 2014 – 6º posto
- 2018 – 16º posto

### Olimpiadi
- 1980-1996 - non partecipa
- 2000 - 5º posto
- 2004 - 4º posto
- 2008 - 2º posto
- 2012 - 6º posto
- 2016 - 9º posto

### Champions Trophy
- 1987 - non partecipa
- 1989 - non partecipa
- 1991 - 5º posto
- 1993-2000 - non partecipa
- 2001 - 4º posto
- 2002 - Campione
- 2003 - 2º posto
- 2004 - 5º posto
- 2005 - 3º posto
- 2006 - 2º posto
- 2007 - non partecipa
- 2008 - 4º posto
- 2009 - 5º posto

### Coppa d'Asia
- 1981 - non partecipa
- 1985 - non partecipa
- 1989 - Campione
- 1993 - 2º posto
- 1999 - 3º posto
- 2004 - 3º posto
- 2007 - 3º posto